# Cyathea modesta
Cyathea modesta är en ormbunkeart som först beskrevs av Bak., och fick sitt nu gällande namn av Edwin Bingham Copeland. Cyathea modesta ingår i släktet Cyathea och familjen Cyatheaceae. Inga underarter finns listade.